# 玛蒂尔达·霍奇金斯-伯恩
玛蒂尔达·霍奇金斯-伯恩（英語：Mathilda Hodgkins-Byrne，1994年10月1日—），英国女子赛艇运动员。她曾代表英国参加世界赛艇锦标赛，获得一枚铜牌。她也曾参加2020年夏季奥林匹克运动会。